# El Molinar

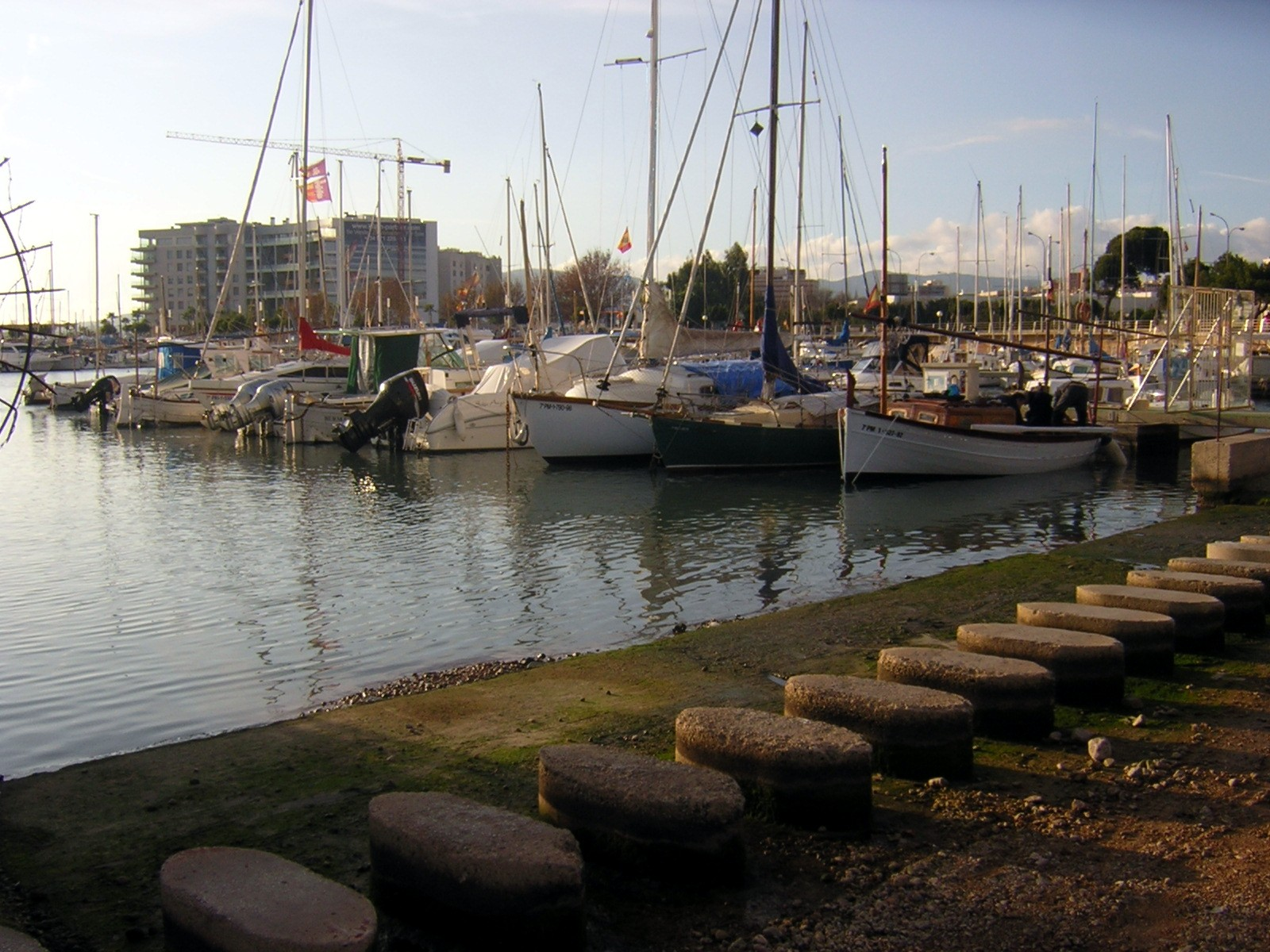
Puerto del Portitxol junto a la desembocadura del Torrente de Barbera

El Molinar (en mallorquín Es Molinar, o simplemente Molinar) es un barrio situado en el distrito Playa de Palma de la ciudad de Palma de Mallorca, España.
Según la delimitación oficial del ayuntamiento, limita con los barrios de Polígono de Levante, Son Malherido, Can Pere Antoni, Coll de Rabasa y Son Ferriol.

## Etimología
El nombre de El Molinar provine de los molinos que había en la zona a finales del siglo XIX y principios del siglo XX, actualmente demolidos.

## Geografía
Está situado a 4 kilómetros al este del centro de la capital balear, junto al mar y alrededor de Portitxol (antiguo barrio de pescadores reconvertido en paseo marítimo) donde desembocan los torrentes Barbara y Gros. Comprende los núcleos urbanos del Portitxol, el Primer Molinar, el Rotlet, el Segundo Molinar y ses Figueres Baixes

## Historia
Los orígenes de El Molinar se remontan a finales del siglo XVIII, cuando todavía estaba despoblado, se construyó la ermita de San Onofre. El barrio surgió a mediados del siglo XIX junto a los molinos harineros existentes en la zona (actualmente desaparecidos). Se inició por el núcleo de casas de pescadores de Portitxol, la urbanización del Primer Molinar y varias fincas, entre las que destacan Davall Terra y Can Pere Antoni. La construcción de fábricas de gas y de electricidad y de la carretera de Llucmajor y Santañí desfiguró el carácter del barrio. Durante la década de 1960 y la década de 1970 aumentó la población del barrio a raíz de la llegada de trabajadores, mayoritariamente desde el sur de España, y de la construcción de viviendas plurifamiliares y fincas de pisos.
La primitiva capilla del Remedio, fundada en 1850, pasó a ser vicaría en 1890 y, construida una nueva iglesia en 1928, fue construida en 1934 la Parroquia del Molinar. Junto al Portitxol están situadas las instalaciones del Club Marítimo de Levante.

## Transporte
En autobús queda conectado mediante las siguientes líneas de la EMT: 